# Gran Torino
Gran Torino (mesmo título em Portugal e no Brasil) é um filme de drama de 2008 dirigido, produzido e protagonizado por Clint Eastwood. Também foi produzido por Bill Gerber e Robert Lorenz.

## Enredo
Walter "Walt" Kowalski é um velho homem polaco-estadunidense rabugento e solitário, ex-militar veterano da Guerra da Coreia. Tem problemas familiares, realçados após a recente morte da esposa, Dorothy Kowalski, com quem fora casado por mais de 50 anos - sem mencionar também um câncer recente e incurável, que o está matando gradativamente. Após tornar-se viúvo, continua a morar em sua casa, contrariando os desejos dos filhos, que expressam o desejo de ele ir morar em algum retiro para idosos.
Kowalski mantém uma rotina rígida: ele, veterano de guerra e ex-funcionário da Ford, faz ocasionalmente consertos em residências próximas, e suas distrações são saborear uma cerveja na varanda e ir mensalmente ao barbeiro. Não tem amigos (às exceções de Daisy, uma jovem cadela da raça labrador retriever); Janovich, o padre da cidade, que vive tentando convencer Walt a ir confessar-se na igreja; e Martin, o barbeiro ítalo-americano que frequenta mensalmente, sem planos para o futuro. Sozinho no bairro Highland Park, nos subúrbios pobres de Michigan, Detroit (que antes era ocupado basicamente por famílias de trabalhadores caucasianos, agora predominante em imigração de asiáticos mais pobres), nutre antipatia por seus vizinhos asiáticos, xenofobia essa que ele trouxe da guerra. Kowalski credita a esses imigrantes a devastação da economia e do modo de vida estadunidense (especialmente no tocante a proliferações de todos os tipos de gangues hispânicas, negras e asiáticas em seu bairro) e não esconde seu desprezo ao ver o filho dirigir um carro japonês (um Toyota), bem como aos vizinhos da casa ao lado da sua.
Sua rotina muda após aproximar-se de uma família de asiáticos, os Vang Lor - especialmente dos jovens irmãos Thao e Sue, esta última é salva por Kowalski de ser estuprada por uma gangue de negros e como gratidão o introduz à cultura Hmong, etnia do Sudeste Asiático da qual a família faz parte. Thao, garoto inteligente porém tímido, conheceu Kowalski após tentar roubar-lhe o carro, um Gran Torino 1972. O furto era parte de sua iniciação na gangue hmong liderada por seu primo, o sociopático Fong "Spider", que o pressiona a juntar-se a ela após salvar-lhe de uma gangue mexicana. Na ocasião, Kowalski surpreende Thao com uma arma usada na guerra, um rifle M1 Garand. Ele volta a usá-la pouco depois, após a gangue hmong liderada por "Spider" invadir sua propriedade em meio a uma pancadaria com a família Vang Lor, que tenta impedir Thao de juntar-se ao grupo criminoso.

Envergonhadas, Sue e a mãe de Thao obrigam-no a prestar serviços a Walt, para compensar pela tentativa de roubo - como sendo uma forma de Thao reparar sua honra, conceito muito vigente entre as diversas etnias asiáticas. Com o tempo, Walt passa a desenvolver afeição pelo garoto e procura incentivá-lo a buscar um emprego honesto e afastar-se das más influências. Entretanto, "Spider" e sua gangue continuam a aterrorizar Thao e sua família, sem nem mesmo intimidar-se com as ameaças de Walt, o que os levarão às últimas consequências.[carece de fontes?]

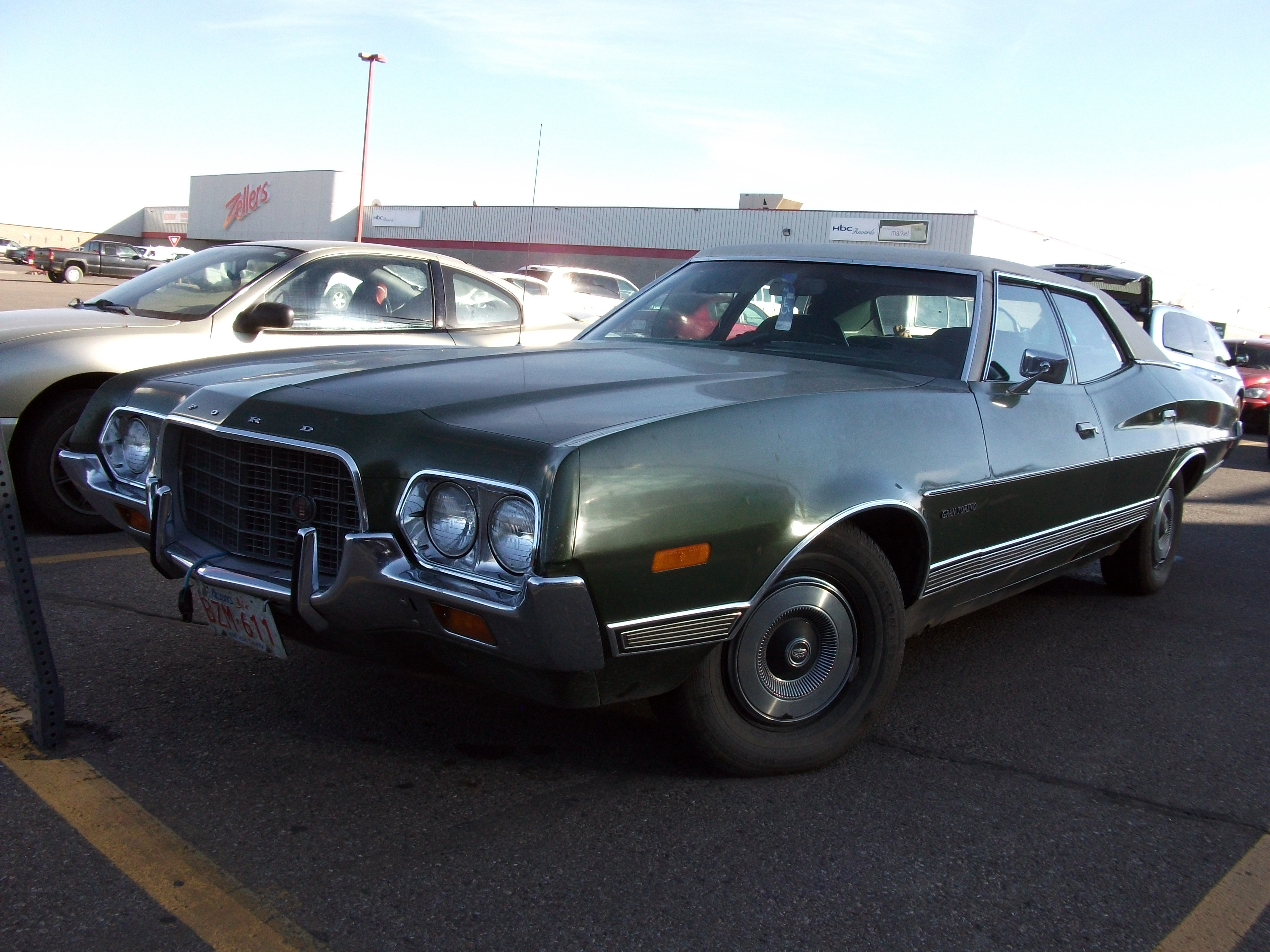
Modelo Ford Gran Torino, presente e que dá nome ao filme.

## Elenco
- Clint Eastwood - Walt Kowalski
- Christopher Carley - Padre Janovich
- Bee Vang - Thao 'Toad' Vang Lor
- Ahney Her - Sue Lor
- Doua Moua - Fong 'Aranha'
- Brian Haley - Mitch Kowalski
- Brian Howe - Steve Kowalski
- Geraldine Hughes - Karen Kowalski
- Dreama Walker - Ashley Kowalski
- John Carroll Lynch - barbeiro Martin
- William Hill - Tim Kennedy
- Scott Eastwood - Trey Harmful
- Choua Kue - Youa
- Davis Gloff - Darrell
- Thomas D. Mahard - Mel
- Cory Hardrict - Duke
- Nana Gbewonyo - Monk
- Arthur Cartwright - Prez